# ジャック・シェパード
ジャック・シェパード（Jack Sheppard、1702年3月4日 - 1724年11月16日）は、18世紀初頭のロンドンで主に犯行を重ねた、イギリスの有名な泥棒。
数多くの犯罪を犯しただけでなく、ニューゲート監獄から脱走を繰り返したことでも知られている。シェパードが繰り返し逮捕され続けたことが、18世紀初頭のイギリスの犯罪王にして官憲、ジョナサン・ワイルドの逮捕につながった。

## 経歴
1702年、ロンドンのスピタルフィールズの近くに住んでいた、大工のジョン・シェパードの息子に生まれる。父親は同じくジャック・シェパード、またはジェントルマン・ジャックと呼ばれるほど尊敬された人物であった。息子のジャック・シャパードがまだ幼い頃に父は死亡し、シェパードは大工見習いとして働き、後に父と同じように大工として独り立ちする。しかし、すぐに街の不良や悪童と付き合い始め、空き巣や窃盗を繰り返し、収入の足しにするようになった。

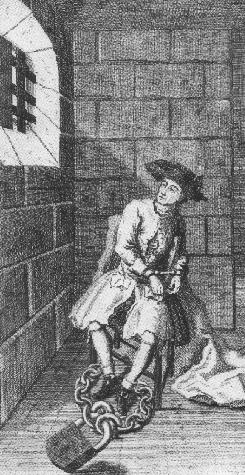
収監されているジャック・シェパード

逮捕・投獄された聖ジャイルズ監獄から、天井の木の板に穴を開けて脱獄したのが、彼にとっての最初の脱獄である。その後、1724年のニューゲート監獄から少なくとも3度の脱獄を行った。
1度目の脱獄の時は、手枷を切断し、壁に穴を開け、シーツや毛布をロープとして使い、地上に降り立った。8月30日に行われた2度目の脱獄時はすでにシェパードは死刑を宣告されており、訪問者との間仕切りの窓を切り、そこを潜り抜けて脱獄した。3度目の脱獄を防ぐために鎖で拘束され、「城」と呼ばれていた窓のない部屋に閉じ込められていたが、10月14日に釘で鎖の鍵をこじ開け、煙突を塞いでいた鉄の棒を切り出し、ドアと壁を破壊して、毛布を使って近くの家の屋根に降り立ち脱獄した。
3度目の脱獄からたった2週間後に再逮捕されるが、シェパードは最後の脱走を企てた。ペンナイフを隠し持ち、ニューゲート監獄から絞首台まで連行される間に手を縛る縄を切り、脱走しようとした。しかし、連れ出される前に看守がペンナイフを発見したため失敗に終わった。
シェパードはロンドンの街を連れまわされ、観衆の好奇の目にさらされた後、タイバーンの絞首台で処刑された。その後、セント・マーチンズ・イン・ザ・フィールド教会の墓地に埋葬された。

## 関連作品
彼の生涯は、ジョナサン・ワイルドとの特異な関係もあり、様々なフィクションの題材になっている。
- マクヒースとして、ジョン・ゲイの『ベガーズ・オペラ』（1728年）とベルトルト・ブレヒトとクルト・ヴァイルの『三文オペラ』（1828年）
- W.T.モンクリフのメロドラマ『Jack Sheppard the House-breaker』（1825年）
- ウィリアム・ハリソン・エインズワースの小説『Jack Sheppard』（1839年）と同年に公開された小説を原作としたジョン・バックストーンが演出を担当した劇
- イギリスのテレビドラマ『Where's Jack?』（1969年）、監督はジェームズ・クラヴェル、主演はトミー・スティール
- ルーシー・ミラー著の『The Thieves' Opera』（1999年）